# Emma (雑誌)
『Emma』（エンマ）は、1985年から1987年まで文藝春秋が発行していた写真週刊誌。

## 概要
1985年6月10日に10日と25日発売の月2回刊として創刊。1986年9月24日には週刊化されるものの、1987年5月6日発売分をもって廃刊となった。
この頃並立していた写真週刊誌5誌（いわゆる3FET⇒『FOCUS』『FRIDAY』『FLASH』『Emma』『TOUCH』）の中でも日本航空123便墜落事故などの衝撃的な遺体写真を掲載するなど、過激さをひとつの売りにしていた雑誌であった。しかし、売り上げ部数では『FRIDAY』、『FOCUS』に後れを取っており、1986年のフライデー襲撃事件以降、写真週刊誌全般に対する社会からの批判の声が高まり、社内でも否定的な意見が強まったことから、出版社の意向で廃刊へと至った。最も短命に終わった写真週刊誌だった。
1985年10月10日号（同年9月下旬発売）では、ロス疑惑の殺人未遂容疑で逮捕された三浦和義が、1983年4月16日に開催されたスワッピングパーティーに参加した際、『週刊大衆』と契約関係にあったレポーターによって撮影された三浦の全裸写真（無修整）を掲載した。しかし、この一件で編集長の松尾秀助が警視庁保安一課からわいせつ図画販売容疑で事情聴取され、今後は掲載しないよう警告を受けた。また、この件で文藝春秋は三浦のプライバシーを侵害したとして、三浦から慰謝料1,000万円の支払いと、全国紙5紙などに謝罪広告を掲載することを求める訴訟を起こされ、1990年3月14日に東京地方裁判所民事第12部（大喜多啓光裁判長）から「刑事事件の被告人の情状を示すためであっても、（全裸の写真を）無断、無修整で掲載する必要はなかった」などとして、慰謝料など100万円の支払いを命じる判決を言い渡されている（確定）。